# M577
El M577 es un vehículo de mando blindado derivado del vehículo blindado de transporte de personal con orugas tipo M113. El M577 cumple la función de puesto de mando móvil, a nivel de batallón o brigada.

## Historia
El M577 fue producido bajo licencia en Italia por la empresa OTO Melara y el ejército de ese país también lo utilizó, por ejemplo, como vehículo de mando para unidades de artillería autopropulsadas.

## Características
El vehículo tiene un techo elevado que permite a sus ocupantes permanecer dentro del vehículo, aunque también existe la opción de ampliar el espacio disponible con una tienda de campaña externa. En el interior del vehículo también se encuentran radios y otros equipos de comunicación, así como generadores eléctricos. También existe otra variante del vehículo, el modelo de puesto de mando integrado standard M1068, equipado con modernos sistemas automáticos de mando y control del Ejército de Estados Unidos. El vehículo lleva orugas y es totalmente anfibio, se conduce en tierra firme y en el agua, también existen versiones derivadas de vehículo ambulancia. 

## Variantes

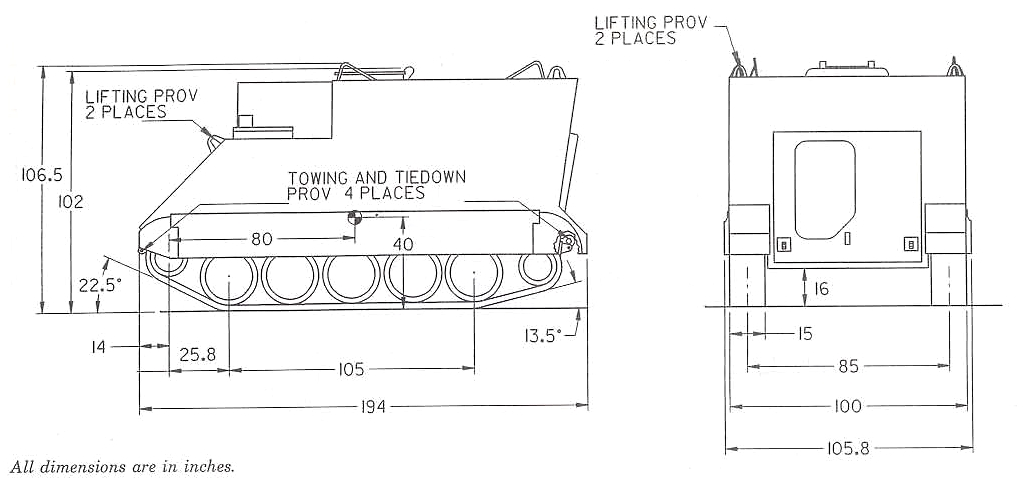
Vehículo de mando M577.

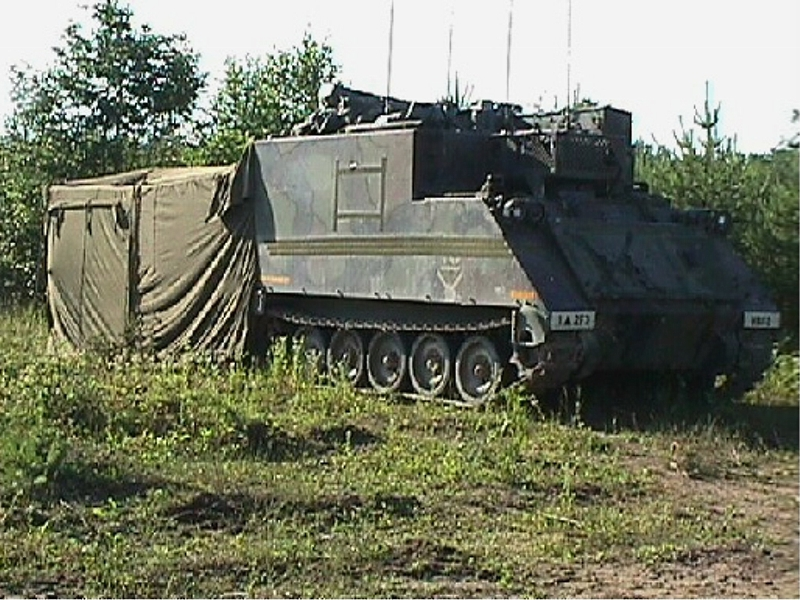
Vehículo de mando M577.

M577
Diseño de producción original con motor v8 Chrysler 75M de ocho cilindros.
M577A1
Versión con motor de gasolina original sustituido por diésel.
M577A2
Versión con una nueva suspensión, lo que resulta en un aumento de peso.
M577A3
Esta versión tiene un nuevo motor y nuevos controles para el conductor del vehículo.

## Usuarios

### Actuales
- Australia
- Brasil
- República de China
- Egipto
- Jordania
- Canadá
- Corea del Sur
- Kuwait
- Líbano
- Lituania
- Marruecos
- Noruega
- Portugal
- Grecia
- Ucrania

### Anteriores
- Italia
- Israel
- Alemania
- Países Bajos
- Nueva Zelanda
- Polonia
- Estados Unidos
- España